# Palacio de los Capitanes Generales

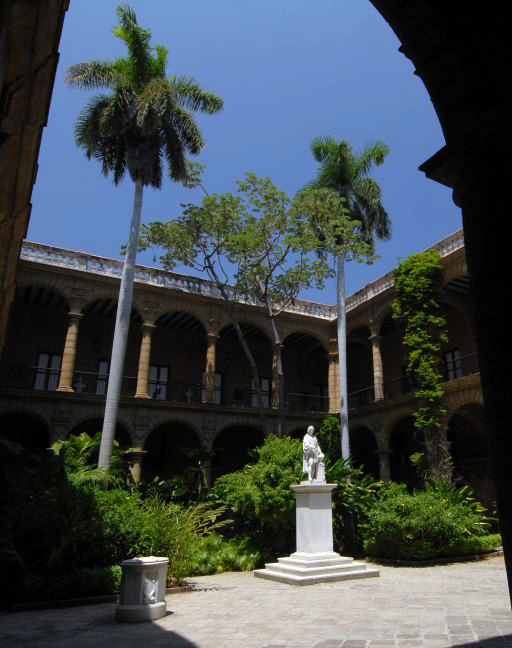
Binnenplaats Palacio de los Capitanes Generales

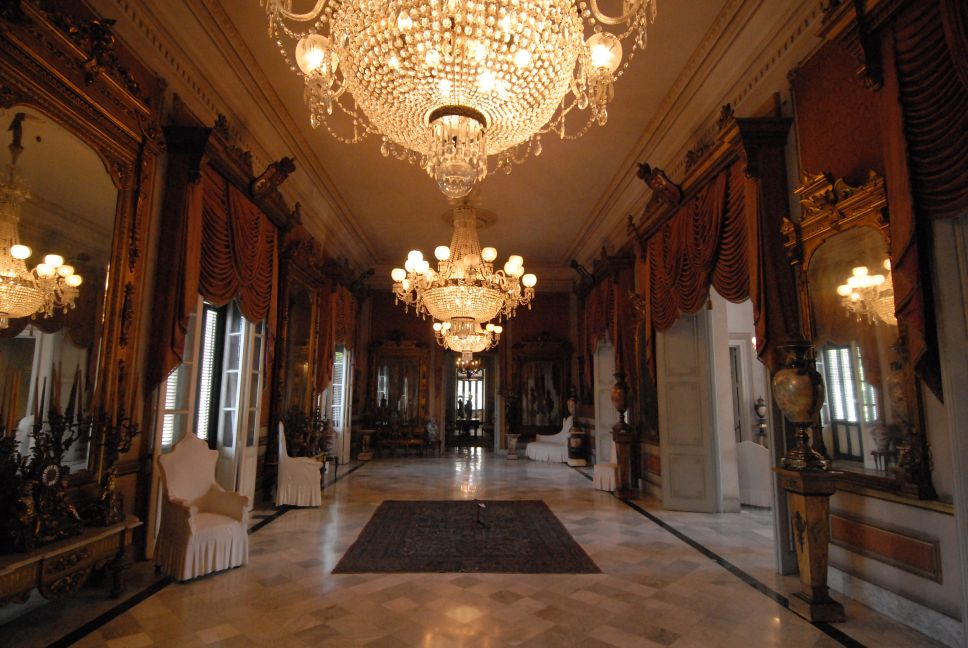
Salon de los Espejos

Het Palacio de los Capitanes Generales is de voormalige ambtswoning van de Spaanse gouverneurs aan de Plaza de Armas in
de Cubaanse hoofdstad Havana. Het huisvest tegenwoordig het stedelijk museum. 
In 1776 werd gestart met de bouwwerken voor de ambtswoning van de Spaanse Gouverneur Fondesviela y Ondeano die duurden tot 1792. Voorheen stond op deze plek een parochiekerk die werd afgebroken. Het plein werd vergroot en heringericht. Naast de ambtswoning waren er ook cellen en een vergaderzaal voor de gemeenteraad aanwezig. In 1898, bij de onafhankelijkheid van Cuba, die werd overeengekomen in het verdrag van Parijs, verloor het gebouw haar oorspronkelijke functie. 
Tussen 1898 en de eerste Cubaanse Republiek werd het gebouw de zetel van de Amerikaanse militaire gouverneurs en in 1902 van de eerste Cubaanse regeringen. Nadat het nieuwe presidentieel paleis gereed was gekomen in 1920, verloor het deze functie en werd het het stadhuis van Havana. 
Sinds 1967 is het gebouw een museum, het Museo de la Ciudad. Dit museum herbergt een schat aan koloniale voorwerpen, profaan en religieus, waaronder een witmarmeren standbeeld van Christoffel Columbus op de binnenplaats en een verzameling eeuwenoude koetsen. 
Opmerkelijk is de bestrating voor de hoofdingang van het museum aan de kant van de Plaza de Armas, die volledig is uitgevoerd in blokken tropisch hardhout. Dat werd gedaan om het geluid van paarden en paardenkoetsen te dempen. 